# Manoscritti dell'Edda di Snorri
Diversi manoscritti dell'Edda di Snorri ci sono pervenuti: sei composti nel Medioevo, Gli altri verso il 1600. Nessuno è completo, e ciascuno presenta delle varianti. In più di tre frammenti, i quattro principali manoscritti sono: il Codex Upsaliensis, il Codex Wormianus, il Codex Trajectinus e soprattutto il Codex Regius.

## Codex Upsaliensis
- U. Il Codex Upsaliensis (segnatura DG 11), composto nel primo quarto del XIV secolo, è il più antico manoscritto conservato nell’Edda di Snorri. Offre una serie di varianti di interesse che non si ritrovano in nessuno degli altri tre principali manoscritti (il nome Gylfaginning, titolo della prima parte dell'Edda, non è fornito che da questo testo). È conservato nella biblioteca dell'Università di Uppsala (Svezia).

È l'unico manoscritto dell'Edda in prosa che faccia un riferimento diretto all'autore e porti il titolo. Vi sta scritto:

## Codex Regius
- R. Il Codex Regius (segnatura GKS 2367 4°) è stato composto nella prima metà del XIV secolo 1325. È il più completo dei quattro manoscritti, e sembra il più vicino all'originale. Questo è il motivo per cui è la base per le edizioni e traduzioni dell'Edda. Il suo nome deriva dalla sua conservazione per secoli nella biblioteca reale di Danimarca. Dal 1973 al 1997, centinaia di manoscritti antichi islandesi sono stati restituiti dalla Danimarca all'Islanda, tra i quali, nel 1985, il Codex Regius, che è oggi conservato nella biblioteca dell'Istituto Árni Magnússon a Reykjavík.

## Codex Wormianus
- W. Il Codex Wormianus (segnatura AM 242 fol) è stato composto nella metà del XIV secolo, probabilmente tra il 1340 e il 1350. È ancora parte della Collezione arnamagneanna (dal nome di Árni Magnússon), conservato nell'Arna-Magnæanske Samling, la biblioteca universitaria di Copenaghen.

## Codex Trajectinus
- T. Il Codex Trajectinus (segnatura 1374) è stato composto verso il 1600, probabilmente nel 1600 in Islanda. Questa è una copia di un manoscritto che sarebbe stato composto nella seconda metà del XIII secolo. È conservato alla biblioteca dell'Università di Utrecht (Paesi Bassi).

## Manoscritti incompleti
Quattro frammenti ci sono inoltre pervenuti:
- Manoscritto A - I Codici AM 748 4°, in due frammenti, sono stati offerti nel 1691 da Halldór Torfason, un pronipote del vescovo Brynjólfur Sveinsson, a Árni Magnússon. L'AM 748 I 4° è stato composto tra il 1300 e il 1325. Contiene una parte dello Skáldskaparmál, della Íslendingadrápa di Haukr Valdisarson, ma anche un trattato di grammatica e retorica e poesia eddica[1].
- Manoscritto B - AM 757 a 4°, del XIV secolo, contiene anche un pezzo della Skáldskaparmál, un altro terzo del "Trattato grammaticale".
- Manoscritto C - AM 748 II 4°, datato circa del 1400. Comprende soltanto una parte dello Skáldskaparmál in una versione molto vicina al Codex Regius[1].
- L'AM 756 4°, scritto tra il 1400 e il 1500, comprende alcuni fogli del Gylfaginning e dello Skáldskaparmál.

L'assenza di manoscritti, dalla fine del XV secolo e durante tutto il XVI, può essere spiegata con il declino economico dell'Islanda, che è stato seguito da una stagnazione culturale verso la fine del Medioevo, ma anche dalla riforma protestante che sembra abbia monopolizzato l'attenzione degli islandesi sulle questioni di fede o sulla ristrutturazione della società.
I manoscritti sono relativamente dissimili e, per questo, si è discusso per determinare quale manoscritto sia stato più vicino a quello originale scritto da Snorri Sturluson. Così, Eugen Mogk ha considerato Gylfaginning come il più fedele, mentre Finnur Jónsson era invece per il Codex Regius. Non è ancora stato deciso quale sarebbe davvero il manoscritto più autentico, ma il Codex Regius viene utilizzato come riferimento per accademici, che non è senza conseguenze nello studio storico dei manoscritti, che nell'interpretazione dei miti.

## Edda in prosa
L'Edda in prosa è composta da un prologo e tre parti:
1. Fyrirsögn ok Formáli (intestazione e prologo)
2. Gylfaginning (l'inganno di Gylfi) (20.000 parole circa), nel quale Snorri presenta i miti e le divinità più importanti, attraverso episodi tratti dalla cosmogonia e dalla mitologia.
3. Skáldskaparmál (dialogo sull'arte poetica) (50.000 parole circa), nel quale Snorri si occupa delle metafore (kenningar), molto in voga presso gli scaldi.
4. Háttatal (trattato di metrica) (20.000 parole circa), nel quale l'autore esamina i ritmi e i tipi di strofa.[5]

Nonostante abbia composto il suo libro in epoca cristiana, Snorri attinge con scrupolo addirittura filologico alle fonti pagane, allo scopo di non disperdere il patrimonio lirico e religioso del suo popolo. Parte della critica moderna imputa a Snorri di aver omesso o adattato quanto riusciva utile al suo scopo, modificando in modo irrecuperabile i miti che aveva deciso di tramandare. In realtà, per la maggior parte degli studiosi, l'attentissimo approccio che Snorri ha con le sue fonti è piuttosto rassicurante. Inoltre è possibile che Snorri abbia attinto a fonti più antiche e "pure" di quelle che ci sono arrivate tramite l'Edda poetica.